# Argyreuptychia pitheus
Argyreuptychia pitheus är en fjärilsart som beskrevs av Heinrich Benno Möschler 1882. Argyreuptychia pitheus ingår i släktet Argyreuptychia och familjen praktfjärilar. Inga underarter finns listade i Catalogue of Life.